# Desmond Tutu
Desmond Mpilo Tutu (Klerksdorp, 7 ottobre 1931 – Città del Capo, 26 dicembre 2021) è stato un arcivescovo anglicano e attivista sudafricano, che raggiunse una fama mondiale durante gli anni ottanta come oppositore dell'apartheid.
Tutu è stato il primo arcivescovo anglicano nero di Città del Capo, in Sudafrica, e primate della Chiesa anglicana dell'Africa meridionale. Vinse il premio Nobel per la pace nel 1984.
Viene solitamente accreditato per aver coniato l'espressione Rainbow Nation ("nazione arcobaleno") per descrivere il Sudafrica. Questa denominazione, che si riferisce all'ideale della convivenza pacifica e armoniosa fra le diverse etnie del paese, fu in seguito ripresa da Nelson Mandela e divenne parte della cultura nazionale del paese.
Tutu è sempre stato attivo nella difesa dei diritti umani e ha usato la sua elevata posizione per lottare a favore degli oppressi, nonostante gli Stati Uniti d'America abbiano mosso verso di lui delle polemiche a causa della sua opposizione a Israele. Ha lottato per sconfiggere l'AIDS, la tubercolosi, la povertà, il razzismo, il sessismo, l'imprigionamento di Chelsea Manning, la transfobia e l'omofobia. Ha redatto diversi libri con i suoi discorsi e le sue dichiarazioni.

## Biografia
Nato a Klerksdorp (Transvaal), Tutu si trasferì con la famiglia a Johannesburg all'età di 12 anni. Anche se desiderava diventare un medico, la sua famiglia non poteva permettersi di pagargli gli studi e quindi Tutu dovette seguire le orme del padre nel campo dell'insegnamento. Tutu studiò al Pretoria Bantu Normal College dal 1951 al 1953, andò quindi a insegnare alla Johannesburg Bantu High School, dove rimase fino al 1957. Diede le dimissioni a seguito dell'approvazione del Bantu Education Act, protestando contro le misere prospettive educative dei sudafricani neri. Tutu continuò i suoi studi, questa volta in teologia, e nel 1960 venne ordinato sacerdote anglicano. Divenne cappellano dell'Università di Fort Hare, una culla di dissenso e una delle poche università di qualità per gli studenti neri nella parte meridionale del Sudafrica.
Tutu lasciò il suo incarico come cappellano e si spostò al King's College di Londra (1962–1966), dove conseguì il Bachelor e il Master in teologia. Ritornato in Sudafrica, dal 1967 al 1972 usò le sue lezioni per evidenziare le condizioni della popolazione di colore. Tutu scrisse una lettera al Primo Ministro Vorster, nella quale descriveva il Sudafrica come "un barile di polvere da sparo che poteva esplodere in qualsiasi momento". Non ricevette mai risposta.
Nel 1972 Tutu fece ritorno nel Regno Unito, dove venne nominato vice-direttore del Fondo per l'Educazione Teologica del Consiglio Mondiale delle Chiese, a Bromley nel Kent. Ritornò in Sudafrica nel 1975 e venne nominato decano della Cattedrale di St. Mary a Johannesburg, prima persona di colore a reggere tale incarico.
Sposato con Leah Nomalizo Tutu dal 1955, la coppia ha avuto quattro figli: Trevor Thamsanqa, Theresa Thandeka, Naomi Nontombi e Mpho Andrea. Tutti e quattro hanno frequentato la famosa Waterford Kamhlaba School.
Nel 1996 a Tutu venne diagnosticato un cancro della prostata. È morto il 26 dicembre 2021. Il funerale è stato celebrato nella cattedrale di San Giorgio a Città del Capo. Al termine la salma è stata liquefatta, secondo un procedimento chimico ecologico alternativo alla tradizionale cremazione, con un basso consumo di energia e zero emissione (acquamazione).

## Opera politica

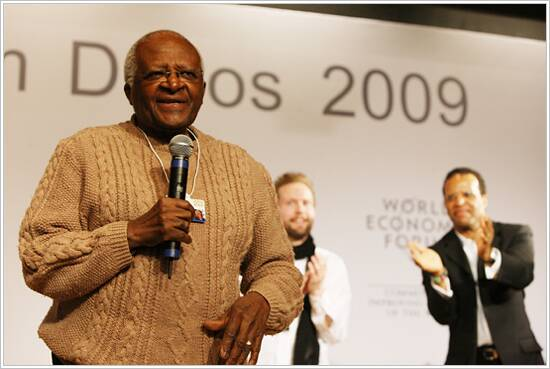
Desmond Tutu al Forum economico mondiale del 2009

Nel 1976 le proteste di Soweto, note anche come Scontri di Soweto, contro l'uso da parte del governo dell'afrikaans nelle scuole nere, si trasformò in una massiccia rivolta contro l'apartheid. Da quel momento Tutu appoggiò il boicottaggio economico del suo paese. Desmond Tutu fu vescovo del Lesotho dal 1976 al 1978, quando divenne segretario generale del Consiglio Sudafricano delle Chiese. Da questa posizione fu in grado di portare avanti il suo lavoro contro l'apartheid con il consenso di quasi tutte le chiese. Tutu sostenne risolutamente la riconciliazione tra tutte le parti coinvolte nell'apartheid attraverso i suoi scritti e le sue lezioni, in patria e all'estero.
Il 16 ottobre 1984, Tutu venne premiato con il Premio Nobel per la pace. Il comitato del Nobel citò il suo "ruolo come figura unificante nella campagna per risolvere il problema dell'apartheid in Sudafrica". Tutu divenne la prima persona di colore a guidare la Chiesa Anglicana in Sudafrica il 7 settembre 1986. Nel 1989 Tutu venne invitato a Birmingham, per le Citywide Christian Celebrations. Tutu e la moglie visitarono diverse fondazioni, tra cui la Nelson Mandela School di Sparkbrook.
Dopo la fine dell'apartheid, Tutu guidò la Commissione per la verità e la riconciliazione, incarico per il quale fu insignito del Sydney Peace Prize nel 1999. Nel 2004 Tutu ritornò nel Regno Unito, come Visiting Professor in Società Post-conflitto al King's College e tenne il discorso di commemorazione per il 175º anniversario del college. Visitò inoltre il nightclub dell'associazione degli studenti, intitolato "Tutu's" in suo onore, nel quale è presente un busto che lo raffigura. Tutu ha insegnato in numerose università in Nordamerica e in Europa.

### Posizione politica
La filosofia di azione di Tutu si è sempre ispirata al concetto africano di ubuntu, che indica una visione della società senza divisioni e nella quale ogni persona è chiamata a svolgere un ruolo importante. Da qui nasce l'attenzione all'altro e una naturale tensione verso la pace.
Il Premio Nobel ha anche espresso il suo appoggio al movimento indipendentista della Papua Occidentale, criticando il ruolo delle Nazioni Unite nella conquista della Papua Occidentale da parte dell'Indonesia. Tutu disse: "Per molti anni la gente del Sudafrica soffrì sotto il giogo dell'oppressione e dell'apartheid. Molti popoli continuano a soffrire un'oppressione brutale, in cui la loro fondamentale dignità come esseri umani viene negata. Uno di questi popoli è quello della Papua Occidentale."
Tutu ha criticato inoltre gli abusi dei diritti umani nello Zimbabwe, definendo il presidente Robert Mugabe una "caricatura di un dittatore africano", e criticando la politica di quieta diplomazia del governo sudafricano nei confronti dello Zimbabwe.
Commentando l'elezione di Gene Robinson, avvenuta il 5 agosto 2003, primo uomo apertamente gay a diventare vescovo della Chiesa episcopale degli Stati Uniti d'America, Desmond Tutu disse: "Nella nostra chiesa qui in Sudafrica, ciò non fa differenza. Possiamo solo dire che, al momento, noi riteniamo che dovrebbero rimanere celibi e quindi non vediamo quale sia il problema."
Nel gennaio 2005, Tutu aggiunse la sua voce al crescente dissenso sui sospetti terroristi detenuti a Camp X-Ray nella Baia di Guantánamo (Cuba), definendo le detenzioni senza processo come "completamente inaccettabili". Usò inoltre l'opportunità per deplorare l'omofobia e chiedere l'accettazione del vescovo gay Gene Robinson.
Il 20 aprile 2005, a seguito dell'elezione del cardinale Joseph Ratzinger come Papa Benedetto XVI, Tutu disse di essere rattristato dal fatto che fosse improbabile che la Chiesa cattolica cambiasse la sua opposizione ai preservativi nella lotta all'HIV/AIDS in Africa: "Avremmo sperato in qualcuno più aperto ai più recenti sviluppi del mondo, l'intera questione del ministero delle donne e una posizione più ragionevole riguardo ai preservativi e all'HIV/AIDS."
Il 24 dicembre 2008 si è scagliato contro Robert Mugabe, presidente dello Zimbabwe, affermando: "Se Mugabe continua a manifestare ostinazione e intransigenza si deve chiedergli di farsi da parte", specificando inoltre che ciò può avvenire anche con la forza o le minacce.
Nel 2009 aderisce al progetto per la realizzazione del film "Soldiers of Peace" che coinvolge 14 Paesi nel Mondo nella realizzazione di una pace globale.
Nel febbraio 2014 l'Arcivescovo ha lanciato un appello al presidente ugandese Yoweri Museveni affinché non promulgasse la legge che prevedeva l'ergastolo per gli omosessuali recidivi, paragonando la normativa alle persecuzioni naziste.
Nel 2016 si dice favorevole all'eutanasia, sottolineando come: "a migliaia di persone in tutto il mondo venga negato il diritto di morire con dignità".

## Opere
- Crying in the Wilderness (1982)
- Hope and Suffering: Sermons and Speeches (1983)
- The Words of Desmond Tutu (1989)
- The Rainbow People of God (1994)
- The Essential Desmond Tutu (1997)
- No Future without Forgiveness (1999)
- God Has a Dream: A Vision of Hope for Our Time (2004)

### Opere tradotte in italiano
- Non c'è futuro senza perdono
- Anch'io ho il diritto di esistere'', Queriniana, Brescia 1985
- Anche Dio ha un sogno. Una speranza per il nostro tempo
- Credere. Credere nel perdono e nella riconciliazione
- Figli di Dio. La Bibbia illustrata per ragazzi

## Nei media
- Il film Condannato a combattere - The Forgiven (The Forgiven), regia di Roland Joffé (2017), è una biografia cinematografica su Tutu
- Miles Davis ha dedicato all'arcivescovo il suo album del 1986 Tutu, contenente un pluripremiato omonimo brano e composto e prodotto da Marcus Miller.[12][13][14][15]. L'album uscì due anni dopo il conferimento del premio Nobel, quando ancora l'Apartheid non era stato abbattuto; l'arcivescovo fece pervenire a Miles Davis un messaggio di ringraziamento con il quale si felicitava della sua attenzione alla causa.[16]
- Tutu è citato esplicitamente nella canzone Silver ang Gold degli U2 nell'album Rattle and Hum.

## Riconoscimenti
- Nel 1984 ha ricevuto il premio Nobel per la Pace.

- Nel 1986 ha ricevuto il premio Albert Schweitzer per l'Umanitarismo.

- Nel 1987 gli è stato assegnato il premio "Pacem in Terris"

- Nel 1999 ha ricevuto il Premio per la Pace di Sydney.

- Nel 1999 ha ricevuto una Laurea honoris causa dall'Università di Friburgo in Svizzera.

- Nel 2000 ha ricevuto un L.H.D. dal Bates College.

- Nel 2005 una laurea honoris causa dalla University of North Florida.

- Nel 2007 gli è stato assegnato il Premio per la Pace Gandhi.

- Nel 2009 è stato insignito della Medaglia presidenziale per la libertà.